# Pfarrhaus (Göbelsbach)
Das Pfarrhaus in Göbelsbach, einem Stadtteil von Pfaffenhofen an der Ilm im oberbayerischen Landkreis Pfaffenhofen an der Ilm, wurde im Kern 1746 errichtet und 1828 verändert. Das Pfarrhaus an der Dorfstraße 17, in der Nähe der katholischen Pfarrkirche St. Vitus, gehört zu den geschützten Baudenkmälern in Bayern.
Der zweigeschossige, giebelständige Steilsatteldachbau mit Putzgliederung besitzt vier zu zwei Fensterachsen.